# Сера Ґембл
Се́ра Ґембл (англ. Sera Gamble; нар. 20 вересня 1983) — американська телевізійна сценаристка і продюсерка, найбільш відома роботою в серіалах «Надприродне» телеканалу The CW та «Чарівники» телеканалу SyFy. Закінчила Школу театру, кіно та телебачення в Лос-Анджелесі.

## Кар'єра
До роботи на телебаченні Сера Ґембл виступала в театралізованих постановках кампанії Will Strip for Food в Лос-Анджелесі та Дубліні, Ірландія. Також як актриса Сера Ґембл брала участь у виставі «Єва Райська» (англ. Eve of Paradise) режисерки Раїль Такер (Raelle Tucker) та в її короткометражному фільмі «Глиняна людина» (The Clay Man), заснованому на власному оповіданні Сери Ґембл. У майбутньому творчі шляхи Раїль Такер і Сери Ґембл сходилися в серіалі «Надприродне», для якого обидві написали сценарії кількох епізодів.
Сера Ґембл стала відомою в Голівуді після роботи над документальним телесеріалом «Проект „Зелене світло“» (англ. Project Greenlight), 2003 рік, перша помітна робота на телебаченні — сценарії для міні-серіалу «Очі» (Eyes) каналу ABC, 2005 рік.
Одразу після закінчення проекту на ABC Серу Ґембл запросили для написання сценаріїв та продукування в новий телевізійний серіал «Надприродне» (Supernatural) каналу Warner Bros., після об'єднання із CBS — The CW Television Network, або просто The CW. Протягом перших семи сезонів, 2005—2012 роки, Сера Ґембл стала авторкою сценаріїв 29 епізодів серіалу та продюсеркою 105 епізодів. Після відставки творця серіалу Еріка Кріпке, у 2010—2012 роках Сера Ґембл очолила виробництво серіалу як «шоураннер» (англ. showrunner) — виконавчий продюсер, сценарист та редактор, відповідальний за розвиток проекту.
Від 2013 року Сера Ґембл працювала для каналів CBS (телефільм «Робоче поселення», 2013), NBC (серіал «Водолій», 2015) та SyFy («Чарівники», 2015).
Письменниця Сера Ґембл є авторкою кількох новел, оповідань, а також статей, що публікувалися в журналі Washington Square, на популярному літературному сайті nerve.com та в антологіях американських еротичних і готичних творів у 2006—2007 роках. Єврейка Сера Ґембл тривалий час спільно із Саймоном Ґлікманом (Simon Glickman) вела популярний та резонансний блоґ «Very Hot Jews», що незвично викладає єврейську тематику.

## Основна фільмографія
- 2004 — «Глиняна людина» (англ. The Clay Man), авторка сюжету, акторка
- 2005—2007 — «Очі» (англ. Eyes), сценаристка двох епізодів
- 2005—2012 — «Надприродне», сценаристка, продюсерка, виконавча продюсерка, головна виконавча продюсерка, редакторка
- 2008 — «Хто ким виляє?» (англ. Who's Wagging Who), сценаристка
- 2013 — «Робоче поселення» (англ. Company Town), сценаристка, виконавча продюсерка
- 2015—2016 — «Водолій» (англ. Aquarius), сценаристка, виконавча продюсерка
- 2015—2016 — «Чарівники», сценаристка, виконавча продюсерка

## Додаткова інформація
- Офіційний сайт
- Серіал «Надприродне» у Вікіпедії
- Сера Ґембл на сайті IMDb (англ.)